# Schwertberg
Schwertberg – gmina targowa w Austrii, w kraju związkowych Górna Austria, w powiecie Perg. Według Austriackiego Urzędu Statystycznego liczyła 5184 mieszkańców (1 stycznia 2015).

## Współpraca
Miejscowość partnerska:
- Schiltberg, Niemcy